# Балыков, Георгий Николаевич
Гео́ргий Никола́евич Балыко́в (20 апреля 1900, Мари-Билямор, Уржумский уезд, Вятская губерния, Российская империя ― 22 марта 1967, Москва, СССР) ― советский военный деятель. Участник Гражданской и Великой Отечественной войн, генерал-майор инженерно-авиационной службы (1945). Начальник Московского филиала Центрального аэрогидродинамического института (1941―1949).

## Биография
Родился 20 апреля 1900 года в селе Мари-Билямор ныне Мари-Турекского района Марий Эл в семье портного.
Окончил Уржумское реальное училище.
Член РКП(б) с 1919 года. Участник Гражданской войны: в 1919 году ушёл добровольцем РККА на фронт, до 1920 года ― преподаватель-инструктор 145-го эвакогоспиталя в г. Сызрани. В 1921 году окончил Военно-педагогический институт РККА. В 1921 году ― преподаватель 49-х пехотных курсов в г. Грозном, в 1921―1922 годах ― партийный помощник начальника учебной части 2-х командных курсов связи в г. Владикавказе.
В 1923―1924 годах ― военком учебно–опытного полигона Высшей школы связи в Москве, в 1924―1925 годах ― начальник клуба 3-й военной школы лётчиков, в 1925―1926 годах ― инструктор Военной школы спецслужб ВВС РККА в Москве.
В 1932 году окончил Военно-воздушную инженерную академию имени Н. Е. Жуковского.
В 1932―1936 годах ― начальник отделения НИИ ВВС, затем ― начальник отделения аэрогидродинамики НИИ, в 1936―1937 годах ― инженер-инструктор ВМС РККА, в 1937―1938 годах ― временно исполняющий обязанности начальника НИИ Морской авиации РККФ в Севастополе. В 1938 году ― участник беспосадочного перелёта Севастополь ― Архангельск.
С 1939 года ― на руководящей работе в Центральном аэрогидродинамическом институте: до 1941 года ― начальник 12-й лаборатории (гидродинамической) НИИ ВВС, в 1941―1949 годах ― начальник Московского филиала Центрального аэрогидродинамического института. Занимался испытанием гидросамолётов. В апреле 1949 года вышел в отставку.
Участник Великой Отечественной войны: участник обороны Москвы и других военных операций, генерал-майор инженерно-авиационной службы (20 апреля 1945 года). 
За многолетний труд на благо авиации военно-морского флота СССР награждён орденами Ленина, Красного Знамени, Отечественной войны II степени, Красной Звезды и медалями.
Умер 22 марта 1967 года в Москве. Похоронен на Новодевичьем кладбище. 

## Награды
- Орден Ленина (06.11.1947)[1][2][5][6]
- Орден Красного Знамени (21.02.1945)[1][2][5][6]
- Орден Отечественной войны II степени (1945)[1][2][5][6]
- Орден Красной Звезды (1942)[1][2][5][6]
- Медаль «За победу над Германией в Великой Отечественной войне 1941—1945 гг.»[5][6]